# Cubiechas
Cubiechas (Cubieḷḷas) —Barrio de Cubillas— forma parte del pueblo leonés y babiano de Torrebarrio, San Emiliano (León) España también denominado Barrio de Arriba, se sitúa en la misma falda de Peña Ubiña, las vistas hacia y desde Peña Ubiña son espectaculares. Representa el único pueblo de Babia con "brañas" y además ganadero por excelencia, aún en nuestros días se encuentra bien reglamentada la modalidad ancestral de pastoreo de la Vecera, consistente en la rotación de los vecinos por velandas según el número de cabezas, además entre sus vecinos se encuentran grandes criadores de equinos de la raza hispano-bretona. 
Cubiechas es un trozo de poblamiento de Torrebarrio, pero esto es concepto actual ya que en época medieval el Barrio de Cubillas no fue barrio de Torrebarrio sino entidad de población independiente, tuvo su propio Fuero, dado por Don Fernando II el 16 de marzo de 1186 juntamente con el Fuero de Lago de Babia, confirmándolo Alfonso IX el 26 de mayo de 1223. Este Fuero servía para proteger a sus moradores, prohibiendo que se les causare daño alguno y estableciéndose por tanto como un verdadero asilo inviolable, posteriormente pasarían a ser de realengo y de señorío abacial de San Isidoro de León. 
Cubiechas está dentro de un territorio muy rico en historia, entre sus valles ha habido pasajes fundamentales de los orígenes de los reinos Astur y Leones, conserva además modos de vida tradicionales de la montaña leonesa desde tiempos remotos, el pastoreo de los puertos que le relaciona con la transhumancia de las merinas. 

En la actualidad, Cubiechas, pertenece a una de las zonas declaradas como Reserva de la Biosfera por la Unesco y al igual que otros pueblos de la comarca de Babia y de Luna se encuentra dentro del proceso de declaración del parque natural de Babia y Luna.